# Unterseeboot 246
Le Unterseeboot 246 (ou U-246) est un sous-marin allemand (U-Boot) de type VII.C utilisé par la Kriegsmarine (marine de guerre allemande) pendant la Seconde Guerre mondiale

## Historique
Mis en service le 11 janvier 1944, l'Unterseeboot 246 suit son temps d'entraînement de base à Kiel en Allemagne au sein de la 5. Unterseebootsflottille jusqu'au 31 juillet 1944, puis l'U-246 intègre sa formation de combat à la base sous-marine de La Rochelle avec la 3. Unterseebootsflottille et à partir du 1er octobre 1944 dans la 11. Unterseebootsflottille à Bergen.
Il réalise sa première patrouille, du port de Kristiansand le 7 octobre 1944 sous les ordres du Kapitänleutnant Ernst Raabe. Après Modèle:Nor de mer, l'U-246 rejoint le port de Stavanger qu'il atteint le 11 novembre 1944.
L'Unterseeboot 246 effectue deux patrouilles dans lesquelles il ne coule ni n'endommage de navire ennemi au cours des 86 jours en mer.
Le 26 octobre 1944, l'U-Boot est attaqué par un avion allié inconnu qui le frappe avec des charges de profondeur lui causant de graves dommages et le forçant à retourner à sa base.
Sa deuxième patrouille commence au port de Bergen le 21 février 1945 toujours sous les ordres du Kapitänleutnant Ernst Raabe. Après 44 jours en mer, il est porté disparu le 5 avril 1945 dans la Mer d'Irlande au sud de l'île de Man à la position géographique de 53° 40′ N, 4° 53,5′ O. Il n'y a pas d'explication à cette disparition.
Les quarante-huit membres d'équipage sont déclarés morts.

## Affectations successives
- 5. Unterseebootsflottille à Kiel du 11 janvier au 31 juillet 1944 (entrainement)
- 3. Unterseebootsflottille à La Rochelle du 1er août au 30 septembre 1944] (service actif)
- 11. Unterseebootsflottille à Bergen du 1er octobre 1944 au 5 avril 1945 (service actif)

## Commandement
- Kapitänleutnant Ernst Raabe du 11 janvier 1944 au 5 avril 1945

## Patrouilles
|       | Commandant         | Départ            | Départ       | Arrivée           | Arrivée      | Jours    | Succès |
| ----- | ------------------ | ----------------- | ------------ | ----------------- | ------------ | -------- | ------ |
|       | Kptlt. Ernst Raabe | 28 septembre 1944 | Kiel         | 30 septembre 1944 | Horten       | 3 jours  |        |
|       | Kptlt. Ernst Raabe | 4 octobre 1944    | Horten       | 5 octobre 1944    | Kristiansand | 2 jours  |        |
| 1     | Kptlt. Ernst Raabe | 7 octobre 1944    | Kristiansand | 11 novembre 1944  | Stavanger    | 36 jours |        |
|       | Kptlt. Ernst Raabe | 12 novembre 1944  | Stavanger    | 12 novembre 1944  | Bergen       | 1 jour   | 7 240  |
| 2     | Kptlt. Ernst Raabe | 21 février 1945   | Bergen       | 5 avril 1945      | Coulé        | 44 jours |        |
| Total | Total              | Total             | Total        | Total             | Total        | 86 jours | 0 t    |

Note : Kptlt. = Kapitänleutnant 

## Navires coulés
L'Unterseeboot 246 n'a ni coulé, ni endommagé de navire ennemi au cours de ses deux patrouilles (80 jours en mer) qu'il effectua.

### Référence
1. ↑  Sources : Blair, vol 2, page 633
2. ↑  Axel Niestlé, janvier 1991
3. ↑  (en) « Uboat.net », sur uboat.net (consulté le 7 avril 2023).

### Source
- (en) Cet article est partiellement ou en totalité issu de l’article de Wikipédia en anglais intitulé « German submarine U-246 » (voir la liste des auteurs).